# 八路軍軍歌
《八路军军歌》，是一首中国军歌，创作于1939年，公木作词、郑律成作曲，为《八路军大合唱》系列作品之一。此曲描写中国抗日战争期间以游击战术对抗侵华日军的国民革命军第十八集团军（八路军），被视为八路军第一首军歌。

## 创作及发行历程
中国抗日战争期间的1939年上半年，音乐家郑律成受《黄河大合唱》启发，向文人公木提出创作《八路军大合唱》的想法，撰写一系列以国民革命军第十八集团军（抵抗侵华日军的游击队，通称“八路军”）为主题的歌曲。两人在1939年7月趁着工作空档开始创作，先由公木作词、后由郑律成作曲。公木根据中国共产党对局势的观点、自己对八路军的认识，在8月的不足一个星期内写好了《八路军军歌》以及另外六首歌的全部歌词，作为《八路军大合唱》的其中七首歌曲。郑律成随后在9月初完成所有歌词的编曲，《八路军军歌》由此完成创作。同年冬天，《八路军大合唱》的全部曲目由鲁迅艺术学院音乐系首次出版，并由郑律成指挥下在中央大礼堂首演。由于公木当时最先写好的一篇歌词是《八路军军歌》，此曲被视为八路军第一首军歌。

## 歌曲内容
《八路军军歌》曲调激昂有力，旋律深沉雄伟，气势磅礴。因此，此曲群众性较低，不过能够表现沉着而坚定的情感。歌词讲述中国工农红军（红军一、二、四方面军为八路军前身）的历史，内容宏大广泛，有着复杂的线索。歌词第一句提到红军长征（“铁流两万五千里”），其后讲述八路军平型关大捷的战绩。之所以要提及平型关大捷，是因为词作者公木把这场战役视作影响深远的重要战斗，认为不可不提及。除了描写八路军历史以外，歌词亦描写日占中国东北境内长白山和鸭绿江的景色，并讲述八路军以游击战术对抗侵华日军（“坚决反扫荡”）、对抗日本傀儡政权（“铲除伪政权”）的过程和目标，旨在鼓舞和激励中国军民努力团结参战。歌词最后一句指出，八路军不只是为中国民族而战，更有解放全人类的使命。

## 反响
《八路军军歌》首次演奏后就在中国共产党抗日根据地广泛传唱，受军人欢迎，并刊登在《八路军军政杂志》上。中国共产党领导人毛泽东本来不认识公木，后来从鲁迅艺术学院副院长周扬口中得知他是《八路军军歌》词作者，便向公木表示赞赏和鼓励。知名波兰记者伊斯雷尔·爱泼斯坦忆述他在中共抗日根据地第一次听见《八路军军歌》，认为此曲旋律优美，便把歌词记录下来，其后在私人通信中引用了几句歌词。